# 中山舰
中山艦（1912年－1938年），是一艘鐵甲艦，為永翔級炮艦2號艦，艦長65.837米，寬8.8米，其排水量不足千噸，但中國近代史上很多重要事件發生在這艘軍艦上。

## 建造编队
1894年中日甲午战争中李鸿章主导经营的北洋水师在甲午海战及之後的威海衛海戰中全军覆没。清朝政府再籌巨款重建海军。1910年，海軍大臣載洵和北洋水师統制萨镇冰从日本三菱長崎造船所和川崎造船所订购了同样款式的钢殼木造上層建筑军舰两艘。造价为68万日元。1911年辛亥革命爆发，清朝灭亡。1912年军舰竣工下水，袁世凯执掌的北洋政府付清了造船的余款。1913年1月，两艘军舰开抵上海吴淞，编入海军第一舰队，并分别命名为“永丰”和“永翔”。永丰舰便是后来的中山舰。
历经袁世凯称帝、张勋复辟之后，在张作霖执政时，1917年7月，孙中山在广州发起护法运动，海军总长程璧光率永丰舰所在的第一舰队九艘軍舰在上海起义，开赴广州，成为孙中山所掌握的少数军队之一。

## 孙中山蒙难
1922年第二次護法战争期间，蔣介石回到廣州工作，發現粤军总司令陈炯明有叛意，向孫中山示警，孫沒有接受，蔣一怒辭職，又回到溪口。6月16日，陳炯明與孫中山意見不合，其部下围攻孫中山設在廣州之总统府，蓄意殺害他。孙中山與宋庆龄乔装医师与清洁婦拟分二路逃出总统府至约定地点会合后再赴永豐艦。宋庆龄因孕妇身形明显无法赴约，孙中山只得先至。孙中山、宋庆龄化装逃出总统府，逃到珠江上的永豐艦，拍發電報到溪口，電文說：「事緊急，盼速來。」當然，「它是希望蔣介石兼程趕赴廣州」。蔣介石立刻坐船到香港，再租一艘汽艇溯珠江北上，6月29日趕到泊碇在黃埔小島的永豐艦，與孫中山會合。在舰长冯肇宪的护卫下，登上永丰舰。孙氏上舰后，下令炮轰广州。一直至到8月9日，孙中山在舰上饮食起居，发出指令。孫中山旋即在8月14日避難到上海，「會見共產國際代表馬林」。
1923年8月14日，為紀念廣州蒙難一週年，孫與宋慶齡同該艦官兵重登永豐艦:161。1925年3月12日，孙中山在北京逝世。将永丰舰改名为中山舰以纪念。

## 中山艦事件
1926年3月20日發生史上著名的中山艦事件，又稱「三二〇事件」、「三月二十日廣州定亂」。蔣介石前往汕頭的半路返回廣州，下令全城戒嚴，蔣中正的解釋是事有蹊蹺，“可能”是共產黨和蘇聯顧問季山嘉要兵變。海军代理局长李之龙未接到命令擅自调动，蒋中正认为其可能有阴谋。歐陽格、陳肇英奉蔣中正密令佔領中山艦並在家中逮捕李之龙，包圍蘇聯顧問和共產黨機關，扣留了第一軍和黃埔軍校中周恩來等共產黨員，嚴密監視鄧演達。中山艦艦長換成歐陽格。

## 抗日戰爭

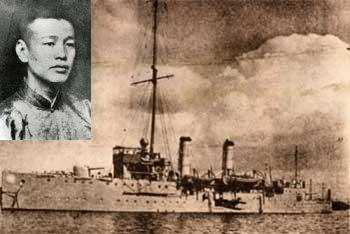
中山艦與艦長薩師俊

1937年7月抗日戰爭全面爆发。日本军队于1938年7月起开始进攻武汉外围区域，中山舰奉命从湖南岳阳开赴长江武昌金口大军山一带江面布防巡逻，参加武汉保卫战，主舰炮被搬到岸上。10月24日下午，日军六架轰炸机编队而来。中山舰官兵在舰长萨师俊（海軍名將薩鎮冰之侄孫）指挥下孤船迎敌，被击沉。是役萨舰长等25名官兵殉难，多人失踪。23名幸存。次日，汉口失守。三日后，武汉三镇皆失守。

## 重见天日

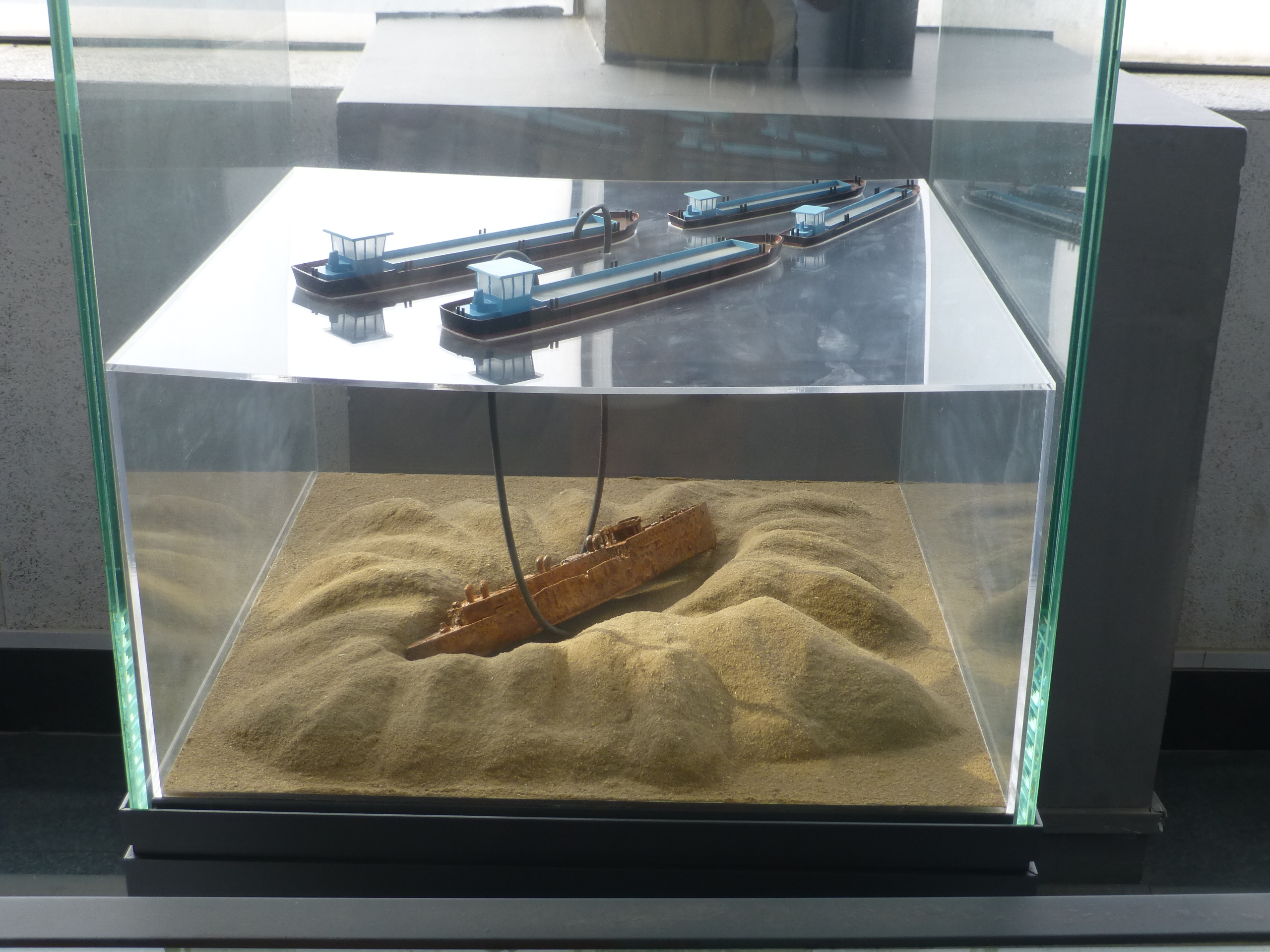
正在打錨中山艦的解說模型

1986年湖北省文物部门提出打捞中山舰的动议。第二年，江苏省又要求将中山舰送回南京陈列。1988年5月南海舰队潜水员找到中山舰沉没的方位。1991年广东省表示愿将中山舰“接回娘家”。1994年4月3日，潜水员在舰尾左舷摸到了铜牌上凸起的“中山”二字。1995年11月24日，国家文物局在国务院授权下，批复由湖北省组织打捞。重庆打捞公司承接了这项工程。1996年11月12日孙中山诞辰130周年纪念日时，中山舰打捞工程正式启动。
1997年1月20日中山舰主楼的栏杆最先升出的江面。舰上清理出来自日本、德国等国家的各类文物3,400多件，在中国各地展出。
中山舰出水后移至位于武汉白沙洲的武昌造船廠，1999年11月12日修复工程正式开工。同时，在中山舰沉没地武昌金口规劃出了3,000亩土地，用以兴建中山舰陈列基地。中山舰现已基本修复完成，并在金口兴建了永久性的展馆中山舰博物馆，将一直在此展出。

## 圖片

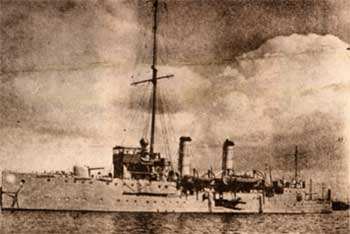
中山艦
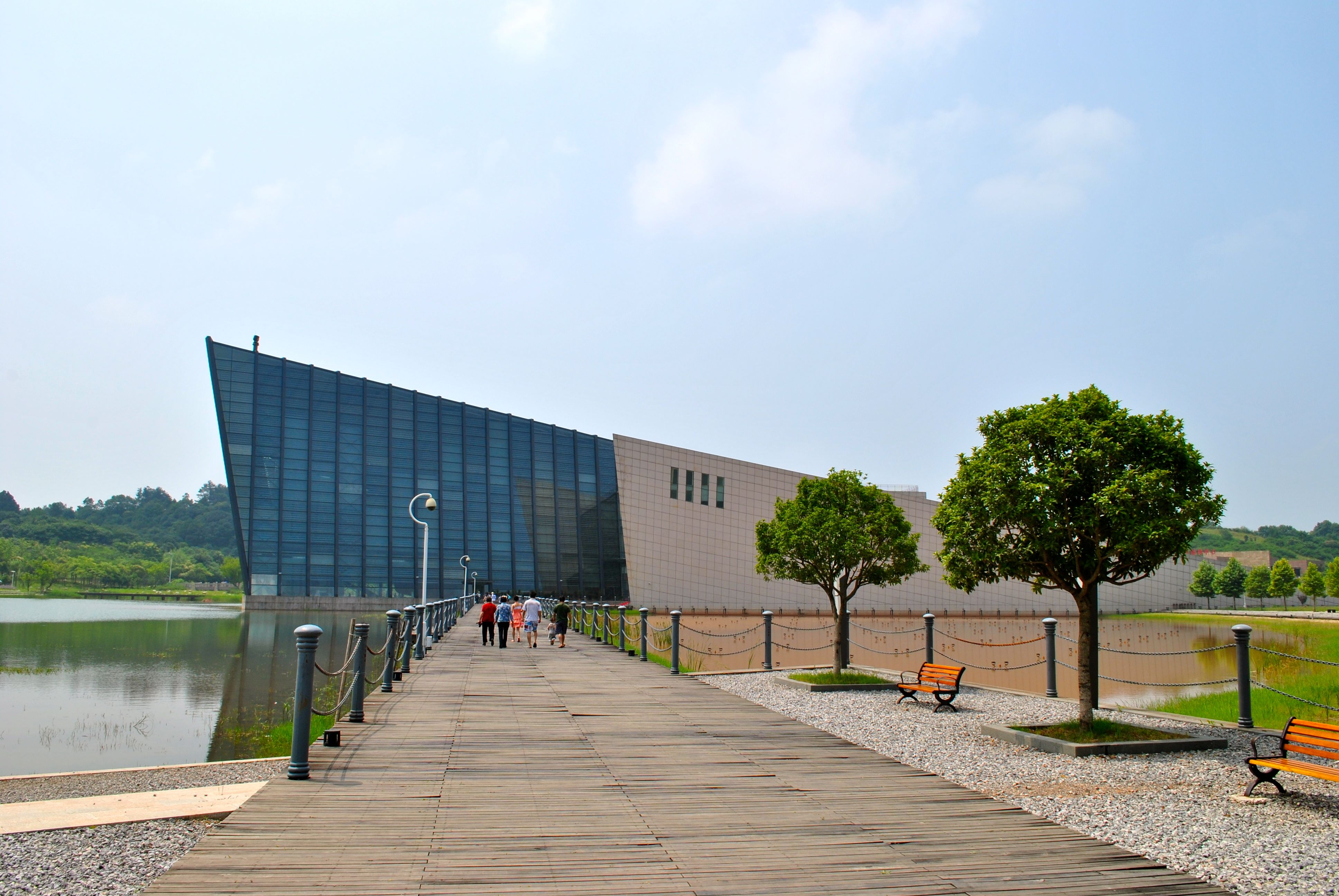
中山舰博物馆，位于武汉金口
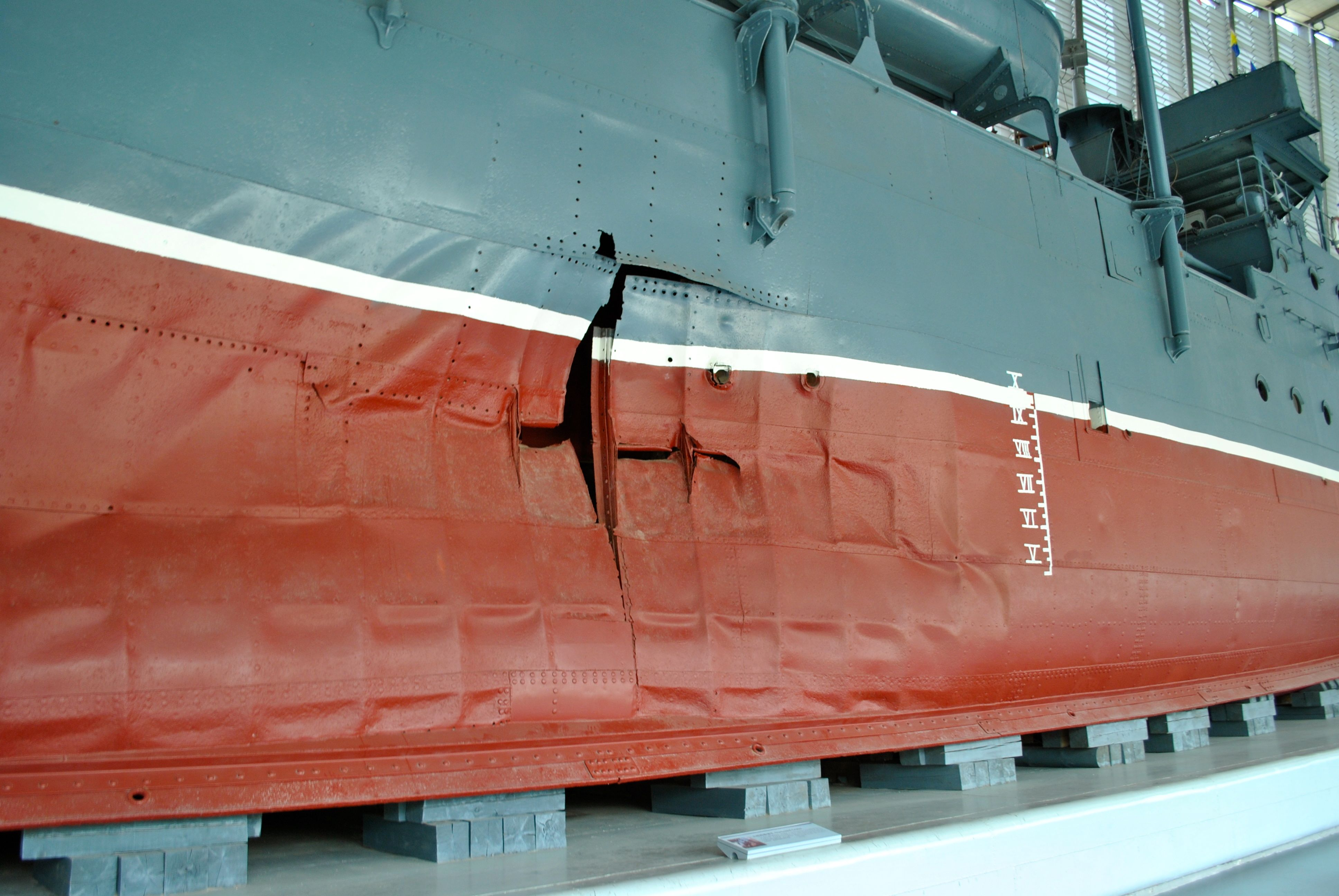
导致中山舰沉没的洞
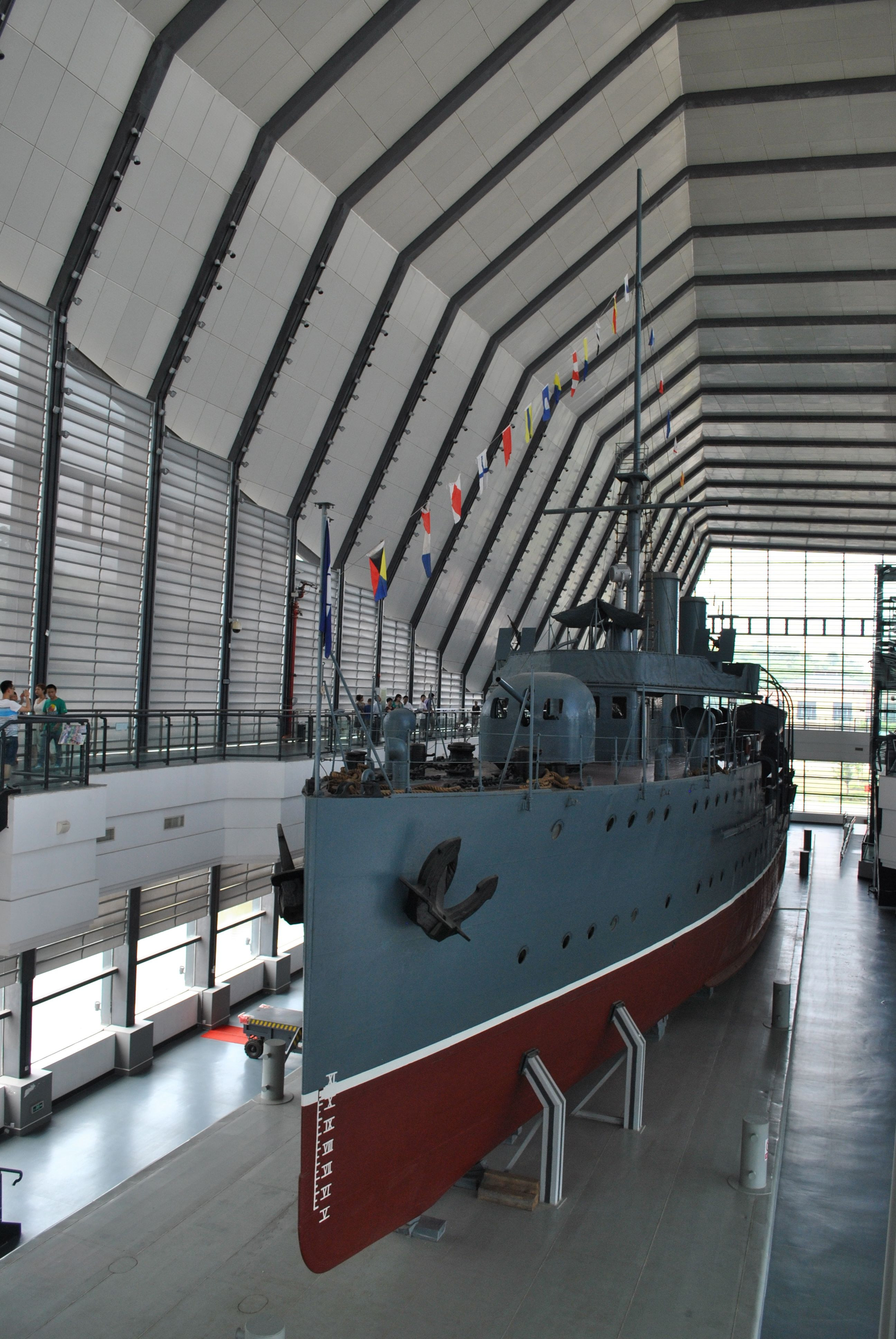
经过修复的中山舰
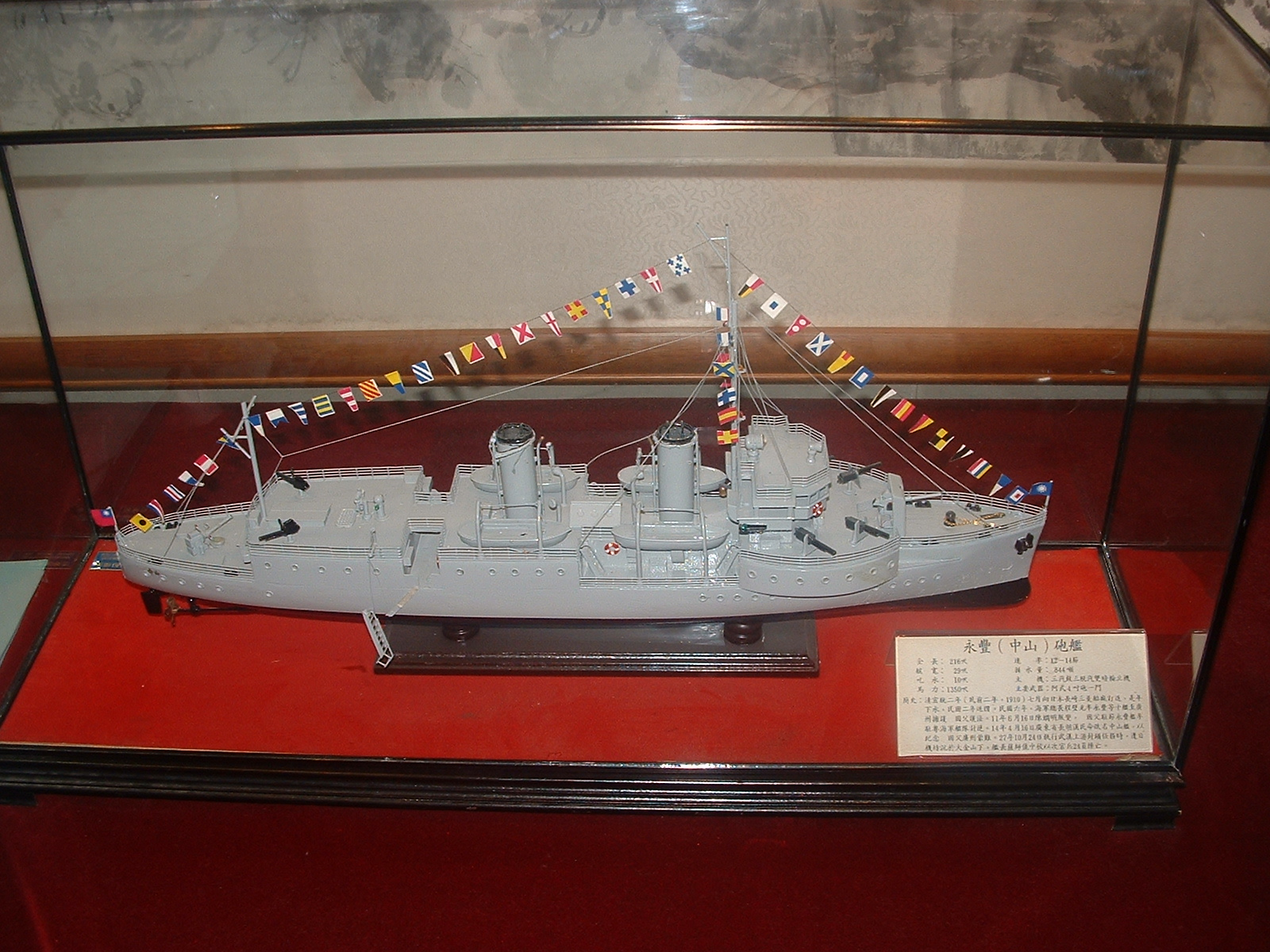
国立國父紀念館（台北市）展示的中山艦模型
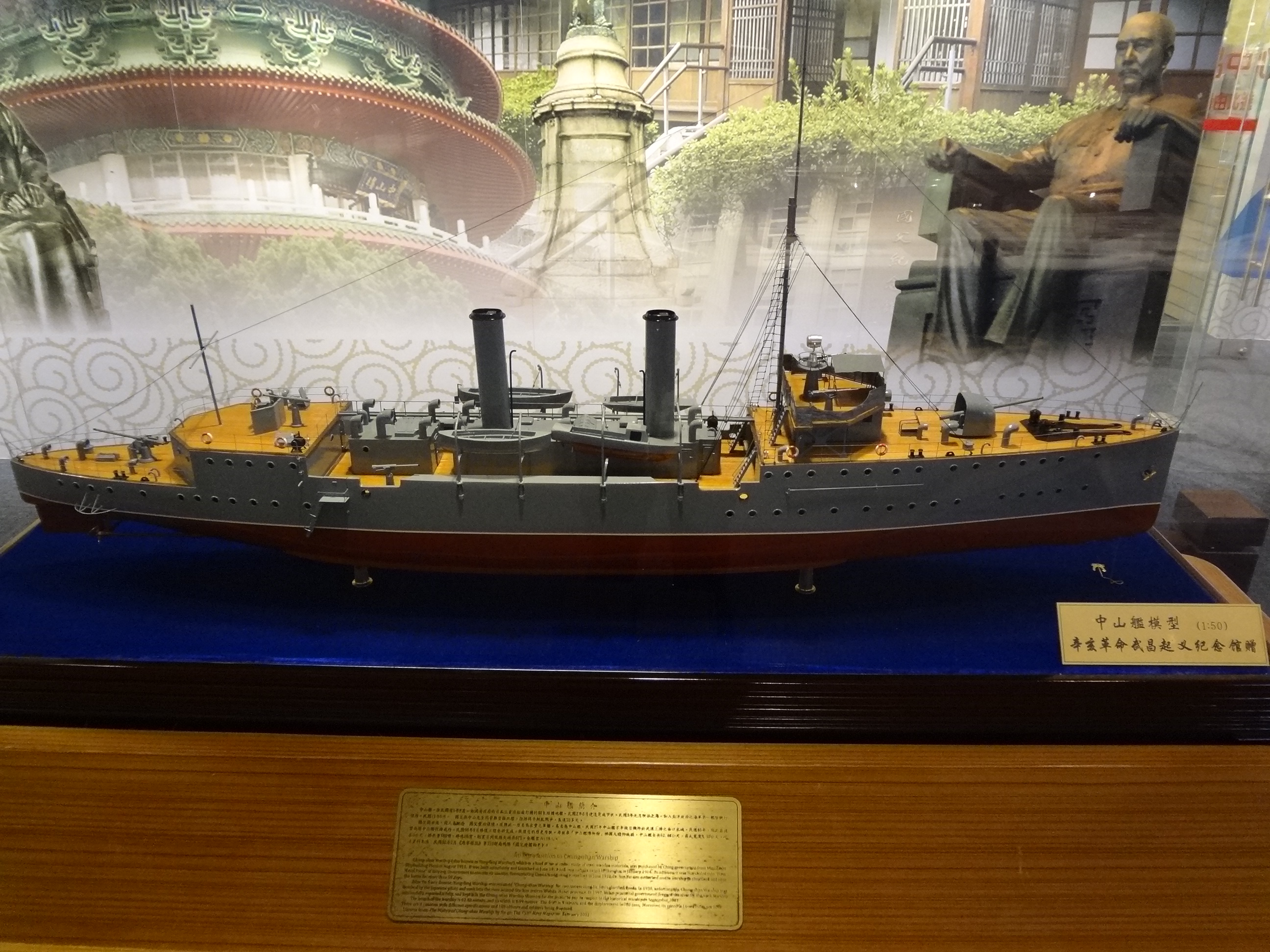
辛亥革命武昌起義紀念館（武汉市）送給国立國父紀念館（台北市）展示的中山艦模型
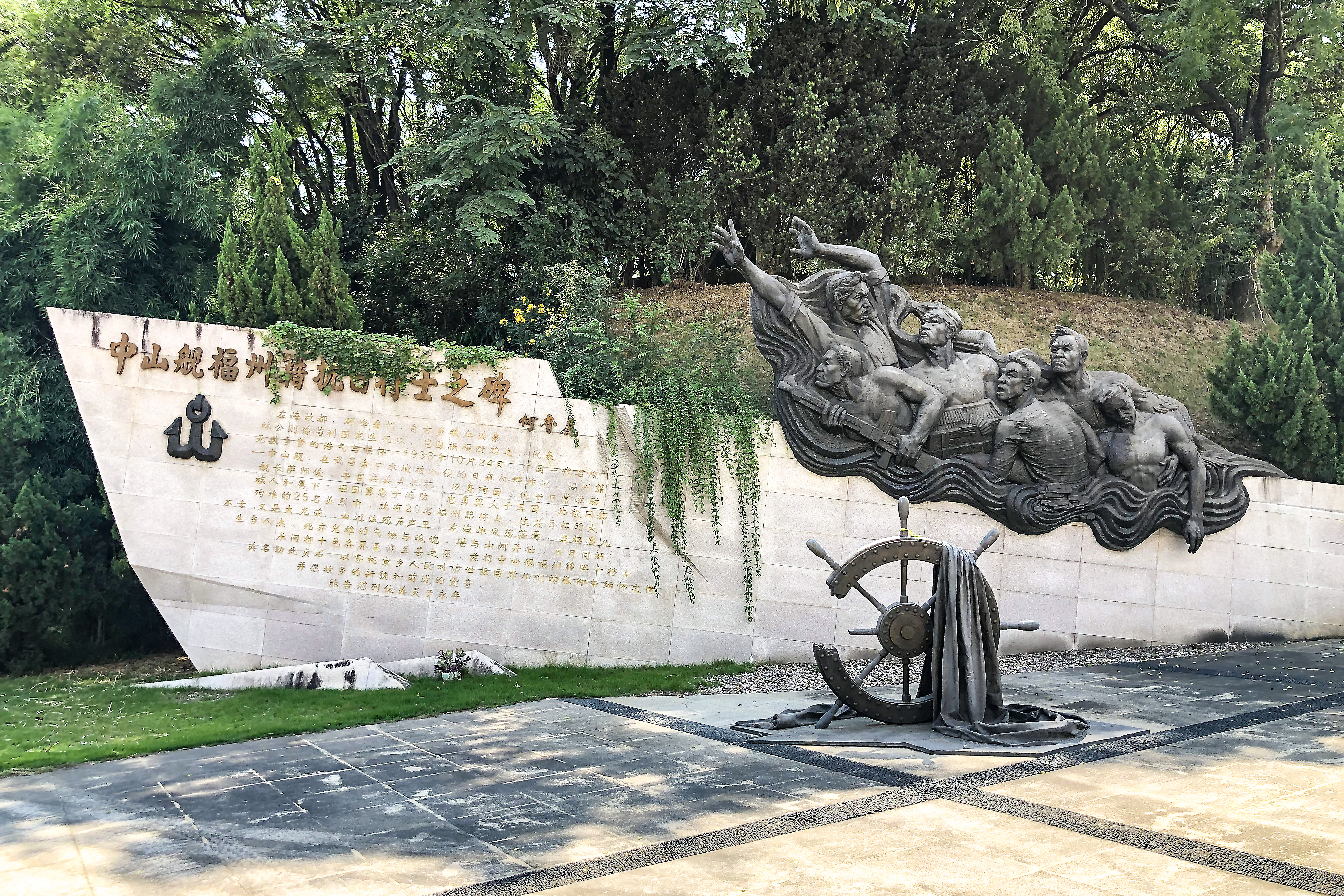
位于福州市三山陵园的中山舰福州籍抗日将士之碑